# Segretario dell'interno
Il segretario di Stato per il Dipartimento dell'interno (in inglese: Secretary of State for the Home Department) ma comunemente chiamato segretario dell'interno (Home Secretary), è un ministro della Corona del governo del Regno Unito. Il segretario di Stato per l'interno guida l'Ufficio dell'interno (Home Office) ed è responsabile di tutte le politiche sulla sicurezza nazionale, la polizia e l'immigrazione del Regno Unito. In quanto Grande ufficiale dello Stato, il segretario dell'interno è uno dei ministri più anziani e influenti del governo. La sua posizione ne fa un membro statutario del Gabinetto del Regno Unito e del Consiglio di sicurezza nazionale. Il titolare della carica è quinto nell'ordine di precedenza ministeriale.

## Storia
La funzione è stata stabilita il 27 marzo 1782 durante il regno di Giorgio III.

## Responsabilità
Corrispondente a ciò che è generalmente svolto dal ministro dell'interno in molti altri paesi, le responsabilità del segretario dell'interno includono:
- Le forze dell'ordine in Inghilterra e Galles
- Le questioni di sicurezza nazionale
- Le questioni relative all'immigrazione
- La vigilanza del Servizio di sicurezza (MI5).

In precedenza, il segretario dell'interno era il ministro responsabile delle carceri e della libertà vigilata in Inghilterra e Galles; tuttavia nel 2007 tali responsabilità sono state trasferite al Ministero della giustizia sotto il Lord cancelliere.

## Elenco dei segretari

### Segretario di Stato per l'interno dal 1782 al 1801
| Nome | Nome                             | Nome | Periodo          | Periodo          | Partito | Primo ministro                                |
| Nome | Nome                             | Nome | Inizio mandato   | Fine mandato     | Partito | Primo ministro                                |
| ---- | -------------------------------- | ---- | ---------------- | ---------------- | ------- | --------------------------------------------- |
|      | William Petty                    |      | 27 marzo 1782    | 10 luglio 1782   | Whig    | II marchese di Rockingham                     |
|      | Thomas Townsend                  |      | 10 luglio 1782   | 2 aprile 1783    | Whig    | II conte di Shelburne                         |
|      | Lord North                       |      | 2 aprile 1783    | 19 dicembre 1783 | Tory    | Il III duca di Portland (Fox–North Coalition) |
|      | The Earl Temple                  |      | 19 dicembre 1783 | 23 dicembre 1783 | Whig    | William Pitt il Giovane                       |
|      | Thomas Townsend                  |      | 23 dicembre 1783 | 5 giugno 1789    | Whig    | William Pitt il Giovane                       |
|      | Lord Grenville                   |      | 5 giugno 1789    | 8 giugno 1791    | Tory    | William Pitt il Giovane                       |
|      | Henry Dundas                     |      | 8 giugno 1791    | 11 luglio 1794   | Tory    | William Pitt il Giovane                       |
|      | William Henry Cavendish-Bentinck |      | 11 luglio 1794   | 30 luglio 1801   | Tory    | William Pitt il Giovane                       |

### Segretario di Stato per l'interno dal 1801 al 1900
| Nome | Nome                                                 | Nome | Periodo          | Periodo          | Partito      | Primo ministro                                         |
| Nome | Nome                                                 | Nome | Inizio mandato   | Fine mandato     | Partito      | Primo ministro                                         |
| ---- | ---------------------------------------------------- | ---- | ---------------- | ---------------- | ------------ | ------------------------------------------------------ |
|      | Lord Pelham                                          |      | 30 luglio 1801   | 17 agosto 1803   | Whig         | Il I visconte Sidmouth                                 |
|      | Charles Philip Yorke                                 |      | 17 agosto 1803   | 12 maggio 1804   | Tory         | Il I visconte Sidmouth                                 |
|      | Robert Banks Jenkinson                               |      | 12 maggio 1804   | 5 febbraio 1806  | Tory         | William Pitt il Giovane                                |
|      | George Spencer                                       |      | 5 febbraio 1806  | 25 marzo 1807    | Whig         | Il I barone Grenville (Ministero di tutti gli Ingegni) |
|      | Robert Banks Jenkinson (Conte di Liverpool dal 1808) |      | 25 marzo 1807    | 1º novembre 1809 | Tory         |                                                        |
|      | Rt. Hon. Richard Ryder                               |      | 1º novembre 1809 | 8 giugno 1812    | Tory         |                                                        |
|      | Henry Addington                                      |      | 11 giugno 1812   | 17 gennaio 1822  | Tory         |                                                        |
|      | Robert Peel                                          |      | 17 gennaio 1822  | 10 aprile 1827   | Tory         |                                                        |
|      | William Sturges Bourne                               |      | 30 aprile 1827   | 16 luglio 1827   | Tory         |                                                        |
|      | Henry Petty-Fitzmaurice                              |      | 16 luglio 1827   | 22 gennaio 1828  | Whig         |                                                        |
|      | Robert Peel                                          |      | 26 gennaio 1828  | 22 novembre 1830 | Tory         |                                                        |
|      | William Lamb                                         |      | 22 novembre 1830 | 16 luglio 1834   | Whig         |                                                        |
|      | Viscount Duncannon                                   |      | 19 luglio 1834   | 15 novembre 1834 | Whig         |                                                        |
|      | Arthur Wellesley                                     |      | 15 novembre 1834 | 15 dicembre 1834 | Tory         |                                                        |
|      | Henry Goulburn                                       |      | 15 dicembre 1834 | 18 aprile 1835   | Conservatore |                                                        |
|      | John Russell                                         |      | 18 aprile 1835   | 30 agosto 1839   | Whig         |                                                        |
|      | The Marquess of Normanby                             |      | 30 agosto 1839   | 30 agosto 1841   | Whig         |                                                        |
|      | Sir James Graham, Bt                                 |      | 6 settembre 1841 | 30 giugno 1846   | Conservatore |                                                        |
|      | Sir George Grey, Bt                                  |      | 8 luglio 1846    | 23 febbraio 1852 | Whig         |                                                        |
|      | Spencer Horatio Walpole                              |      | 27 febbraio 1852 | 19 dicembre 1852 | Conservatore |                                                        |
|      | Henry John Temple                                    |      | 28 dicembre 1852 | 6 febbraio 1855  | Whig         |                                                        |
|      | Sir George Grey, Bt                                  |      | 8 febbraio 1855  | 26 febbraio 1858 | Whig         |                                                        |
|      | Spencer Horatio Walpole                              |      | 26 febbraio 1858 | 3 marzo 1859     | Conservatore |                                                        |
|      | Thomas H. Sotheron-Estcourt                          |      | 3 marzo 1859     | 18 giugno 1859   | Conservatore |                                                        |
|      | Sir George Cornewall Lewis, Bt                       |      | 18 giugno 1859   | 25 luglio 1861   | Liberale     |                                                        |
|      | Sir George Grey, Bt                                  |      | 25 luglio 1861   | 28 giugno 1866   | Liberale     |                                                        |
|      | Spencer Horatio Walpole                              |      | 6 luglio 1866    | 17 maggio 1867   | Conservatore |                                                        |
|      | Gathorne Hardy                                       |      | 17 maggio 1867   | 3 dicembre 1868  | Conservatore |                                                        |
|      | Henry Bruce                                          |      | 9 dicembre 1868  | 9 agosto 1873    | Liberale     |                                                        |
|      | Robert Lowe                                          |      | 9 agosto 1873    | 20 febbraio 1874 | Liberale     |                                                        |
|      | R. A. Cross                                          |      | 21 febbraio 1874 | 23 aprile 1880   | Conservatore |                                                        |
|      | Sir William Vernon Harcourt                          |      | 28 aprile 1880   | 23 giugno 1885   | Liberale     |                                                        |
|      | R. A. Cross                                          |      | 24 giugno 1885   | 1º febbraio 1886 | Conservatore |                                                        |
|      | Hugh Childers                                        |      | 6 febbraio 1886  | 25 luglio 1886   | Liberale     |                                                        |
|      | Henry Matthews                                       |      | 3 agosto 1886    | 15 agosto 1892   | Conservatore |                                                        |
|      | Herbert Henry Asquith                                |      | 18 agosto 1892   | 25 giugno 1895   | Liberale     |                                                        |
|      | Sir Matthew White Ridley, Bt                         |      | 29 giugno 1895   | 12 novembre 1900 | Conservatore |                                                        |

### Segretario di Stato per l'interno dal 1900 al 2001
| Nome | Nome                          | Nome | Periodo           | Periodo           | Partito           | Gabinetto                    |
| Nome | Nome                          | Nome | Inizio mandato    | Fine mandato      | Partito           | Gabinetto                    |
| ---- | ----------------------------- | ---- | ----------------- | ----------------- | ----------------- | ---------------------------- |
|      | Charles Ritchie               |      | 12 novembre 1900  | 12 luglio 1902    | Conservatore      | Cecil                        |
|      | Aretas Akers-Douglas          |      | 12 luglio 1902    | 5 dicembre 1905   | Conservatore      | Balfour                      |
|      | Herbert Gladstone             |      | 11 dicembre 1905  | 19 febbraio 1910  | Liberale          | Campbell-Bannerman e Asquith |
|      | Winston Churchill             |      | 19 febbraio 1910  | 24 ottobre 1911   | Liberale          | Asquith                      |
|      | Reginald McKenna              |      | 24 ottobre 1911   | 27 maggio 1915    | Liberale          | Asquith                      |
|      | Sir John Allsebrook Simon     |      | 27 maggio 1915    | 12 gennaio 1916   | Liberale          | Asquith                      |
|      | Herbert Samuel                |      | 12 gennaio 1916   | 7 dicembre 1916   | Liberale          | Asquith                      |
|      | Sir George Cave               |      | 11 dicembre 1916  | 14 gennaio 1919   | Conservatore      | George                       |
|      | Edward Shortt                 |      | 14 gennaio 1919   | 23 ottobre 1922   | Liberale          | George                       |
|      | William Bridgeman             |      | 25 ottobre 1922   | 22 gennaio 1924   | Conservatore      | Bonar Law e Baldwin          |
|      | Arthur Henderson              |      | 23 gennaio 1924   | 4 novembre 1924   | Laburista         | MacDonald                    |
|      | Sir William Joynson-Hicks, Bt |      | 7 novembre 1924   | 5 giugno 1929     | Conservatore      | Baldwin                      |
|      | J. R. Clynes                  |      | 8 giugno 1929     | 26 agosto 1931    | Laburista         | MacDonald                    |
|      | Sir Herbert Samuel            |      | 26 agosto 1931    | 1º ottobre 1932   | Liberale          | MacDonald                    |
|      | Sir John Gilmour, Bt          |      | 1º ottobre 1932   | 7 giugno 1935     | Partito Unionista | MacDonald                    |
|      | Sir John Allsebrook Simon     |      | 7 giugno 1935     | 28 maggio 1937    | Nazional Liberale | Baldwin                      |
|      | Sir Samuel Hoare, Bt          |      | 28 maggio 1937    | 3 settembre 1939  | Conservatore      | Baldwin e Chamberlain        |
|      | Sir John Anderson             |      | 4 settembre 1939  | 4 ottobre 1940    | Conservatore      | Churchill                    |
|      | Herbert Morrison              |      | 4 ottobre 1940    | 23 maggio 1945    | Laburista         | Churchill                    |
|      | Sir Donald Somervell          |      | 25 maggio 1945    | 26 luglio 1945    | Conservatore      | Churchill                    |
|      | James Chuter Ede              |      | 3 agosto 1945     | 26 ottobre 1951   | Laburista         | Attlee                       |
|      | Sir David Maxwell Fyfe        |      | 27 ottobre 1951   | 19 ottobre 1954   | Conservatore      | Churchill                    |
|      | Rt. Hon. Gwilym Lloyd George  |      | 19 ottobre 1954   | 14 gennaio 1957   | Conservatore      | Churchill e Eden             |
|      | R. A. Butler                  |      | 14 gennaio 1957   | 13 luglio 1962    | Conservatore      | Macmillan                    |
|      | Henry Brooke                  |      | 14 luglio 1962    | 16 ottobre 1964   | Conservatore      | Macmillan e Sir Douglas-Home |
|      | Sir Frank Soskice             |      | 18 ottobre 1964   | 23 dicembre 1965  | Laburista         | Wilson                       |
|      | Roy Jenkins                   |      | 23 dicembre 1965  | 30 novembre 1967  | Laburista         | Wilson                       |
|      | James Callaghan               |      | 30 novembre 1967  | 19 giugno 1970    | Laburista         | Wilson                       |
|      | Reginald Maudling             |      | 20 giugno 1970    | 18 luglio 1972    | Conservatore      | Heath                        |
|      | Robert Carr                   |      | 18 luglio 1972    | 4 marzo 1974      | Conservatore      | Heath                        |
|      | Roy Jenkins                   |      | 5 marzo 1974      | 10 settembre 1976 | Laburista         | Wilson                       |
|      | Merlyn Rees                   |      | 10 settembre 1976 | 4 maggio 1979     | Laburista         | Callaghan                    |
|      | William Whitelaw              |      | 4 maggio 1979     | 11 giugno 1983    | Conservatore      | Thatcher                     |
|      | Leon Brittan                  |      | 11 giugno 1983    | 2 settembre 1985  | Conservatore      | Thatcher                     |
|      | Rt. Hon. Douglas Hurd         |      | 2 settembre 1985  | 26 ottobre 1989   | Conservatore      | Thatcher                     |
|      | David Waddington              |      | 26 ottobre 1989   | 28 novembre 1990  | Conservatore      | Thatcher                     |
|      | Kenneth Baker                 |      | 28 novembre 1990  | 10 aprile 1992    | Conservatore      | Major                        |
|      | Kenneth Clarke                |      | 10 aprile 1992    | 27 maggio 1993    | Conservatore      | Major                        |
|      | Michael Howard                |      | 27 maggio 1993    | 2 maggio 1997     | Conservatore      | Major                        |
|      | Jack Straw                    |      | 2 maggio 1997     | 8 giugno 2001     | Laburista         | Blair                        |

### Segretario di Stato per l'interno, dal 2001 ad oggi
| Nome                                           | Nome                                                              | Nome             | Periodo          | Periodo          | Partito      | Gabinetto |
| Nome                                           | Nome                                                              | Nome             | Inizio mandato   | Fine mandato     | Partito      | Gabinetto |
| ---------------------------------------------- | ----------------------------------------------------------------- | ---------------- | ---------------- | ---------------- | ------------ | --------- |
|                                                | David Blunkett Deputato per Sheffield Brightside                  |                  | 8 giugno 2001    | 15 dicembre 2004 | Laburista    | Blair     |
| Charles Clarke Deputato per Norwich South      |                                                                   | 15 dicembre 2004 | 5 maggio 2006    |                  | Laburista    | Blair     |
| John Reid Deputato per Airdrie and Shotts      |                                                                   | 5 maggio 2006    | 28 giugno 2007   |                  | Laburista    | Blair     |
| Jacqui Smith Deputata per Redditch             |                                                                   | 28 giugno 2007   | 5 giugno 2009    | Brown            | Laburista    |           |
| Alan Johnson Deputato per Hull West and Hessle |                                                                   | 5 giugno 2009    | 11 maggio 2010   | Brown            | Laburista    |           |
|                                                | Theresa May Deputata per Maidenhead                               |                  | 12 maggio 2010   | 13 luglio 2016   | Conservatore | Cameron   |
| Amber Rudd Deputata per Hastings and Rye       |                                                                   | 13 luglio 2016   | 29 aprile 2018   | May              | Conservatore |           |
| Sajid Javid Deputato per Bromsgrove            |                                                                   | 30 aprile 2018   | 24 luglio 2019   | May              | Conservatore |           |
| Priti Patel Deputata per Witham                |                                                                   | 24 luglio 2019   | 6 settembre 2022 | Johnson          | Conservatore |           |
| Suella Braverman Deputata per Fareham          |                                                                   | 6 settembre 2022 | 19 ottobre 2022  | Truss            | Conservatore |           |
| Grant Shapps Deputato per Welwyn Hatfield      |                                                                   | 19 ottobre 2022  | 25 ottobre 2022  | Truss            | Conservatore |           |
| Suella Braverman Deputata per Fareham          |                                                                   | 25 ottobre 2022  | 13 novembre 2023 | Sunak            | Conservatore |           |
| James Cleverly Deputato per Braintree          |                                                                   | 13 novembre 2023 | 5 luglio 2024    | Sunak            | Conservatore |           |
|                                                | Yvette Cooper Deputata per Pontefract, Castleford and Knottingley |                  | 5 luglio 2024    | in carica        | Laburista    | Starmer   |